# Señorita (Justin Timberlake-album)
A Señorita (magyarul: kisasszony) az amerikai R&B és popénekes Justin Timberlake negyedik kislemeze első korongjáról, a Justifiedról. A dal 2003-ban debütált, a The Neptunes végezte a produceri munkákat, és az amerikai Billboard Hot 100-on 27. lett az UK-ban 13.
A dal alapdallamát és hangszerelését a Sony Records engedélyezte Michael Jackson Thriller című albumáról. A dalok szövege különböző, dallamuk valamely részeknél megegyezik az album "B" oldalán lévő számmal.
2003-ban a Saturday Night Live előadása közben a dalt parodizálták a Rainbow Connection című szerzeménnyel.
2004-ben Justin a Grammy Díjátadón is előadta a dalt, akkor a latin Arturo Sandoval kísérte őt trombitajátékával.

## Hivatalos verziók
- Album Verzió
- Rádiós Verzió
- Hangszerelve
- Señorita [Eddie’s Crossover Rhythm Mix]
- Señorita [Eddie’s Extended Dance Mix]
- Señorita [Dr Octavo 2-Step Mix]

## A listákon
| Év   | Kislemez | Chart                            | Pozíció |
| ---- | -------- | -------------------------------- | ------- |
| 2003 | Señorita | Billboard Hot 100                | #27     |
| 2003 | Señorita | Hot R&B/Hip-Hop Kislemez és Dal  | #75     |
| 2003 | Señorita | UK Top 100 Kislemezeladási Lista | #13     |